# Джон Ван Рин

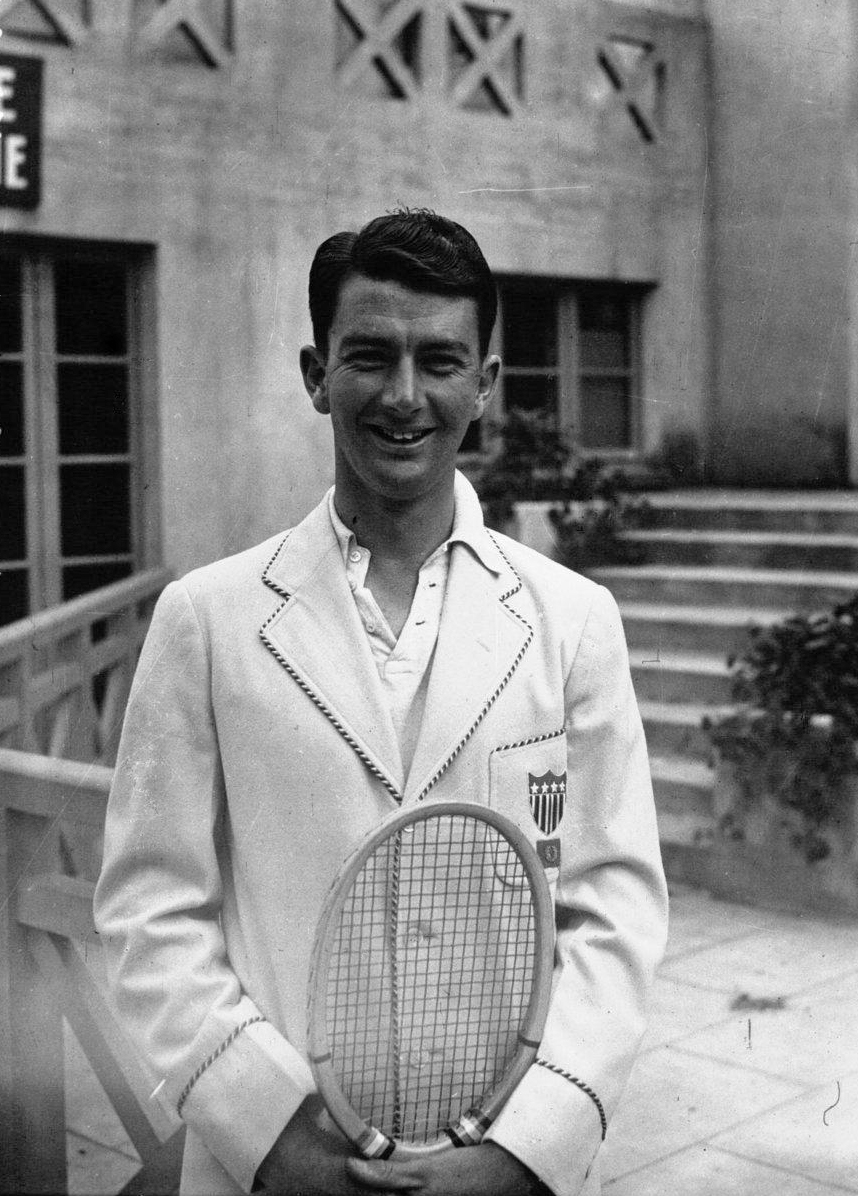
1930

Джон Ван Рин (англ. Джон Ван Рин; 30 червня 1906 — 7 серпня 1999) — колишній американський тенісист.
Найвищу одиночну позицію світового рейтингу — 8 місце досяг 1929 року (за даними А. Волліса Маєрса).
Перемагав на турнірах Великого шолома в парному розряді.
Завершив кар'єру 1945 року.

## Фінали турнірів Великого шолома

### Парний розряд (6–5)
| Результат | Рік  | Турнір               | Покриття | Партнер        | Суперники                             | Рахунок                   |
| --------- | ---- | -------------------- | -------- | -------------- | ------------------------------------- | ------------------------- |
| Перемога  | 1929 | Вімблдонський турнір | Трава    | Вілмер Еллісон | Ієн Коллінз Колін Ґреґорі             | 6–4, 5–7, 6–3, 10–12, 6–4 |
| Перемога  | 1930 | Вімблдонський турнір | Трава    | Вілмер Еллісон | Джон Доуґ Джордж Лот                  | 6–3, 6–3, 6–2             |
| Поразка   | 1930 | Чемпіонат США        | Трава    | Вілмер Еллісон | Джон Доуґ Джордж Лот                  | 6–8, 3–6, 6–3, 15–13, 4–6 |
| Перемога  | 1931 | Чемпіонат Франції    | Ґрунт    | Джордж Лот     | Вернон Кербі Норман Фаркухарсон       | 6–4, 6–3, 6–4             |
| Перемога  | 1931 | Вімблдонський турнір | Трава    | Джордж Лот     | Жак Брюньйон Анрі Коше                | 6–2, 10–8, 9–11, 3–6, 6–3 |
| Перемога  | 1931 | Чемпіонат США        | Трава    | Вілмер Еллісон | Берклі Белл Ґреґорі Менґін            | 6–4, 6–3, 6–2             |
| Поразка   | 1932 | Чемпіонат США        | Трава    | Вілмер Еллісон | Кейт Ґледгілл Елсворт Вайнс           | 4–6, 3–6, 2–6             |
| Поразка   | 1934 | Чемпіонат США        | Трава    | Вілмер Еллісон | Джордж Лот Лестер Стоуфен             | 4–6, 7–9, 6–3, 4–6        |
| Поразка   | 1935 | Вімблдонський турнір | Трава    | Вілмер Еллісон | Джек Кроуфорд (тенісист) Адріан Квіст | 3–6, 7–5, 2–6, 7–5, 5–7   |
| Перемога  | 1935 | Чемпіонат США        | Трава    | Вілмер Еллісон | Дон Бадж Джин Мако                    | 6–2, 6–3, 2–6, 3–6, 6–1   |
| Поразка   | 1936 | Чемпіонат США        | Трава    | Вілмер Еллісон | Дон Бадж Джин Мако                    | 4–6, 2–6, 4–6             |